# Ímeni Matróssova
Ímeni Matróssova (en rus: Имени Матросова) és un poble (possiólok) de l'óblast de Magadan, a Rússia, que en el cens del 2010 tenia 28 habitants.